# 흔체슈티

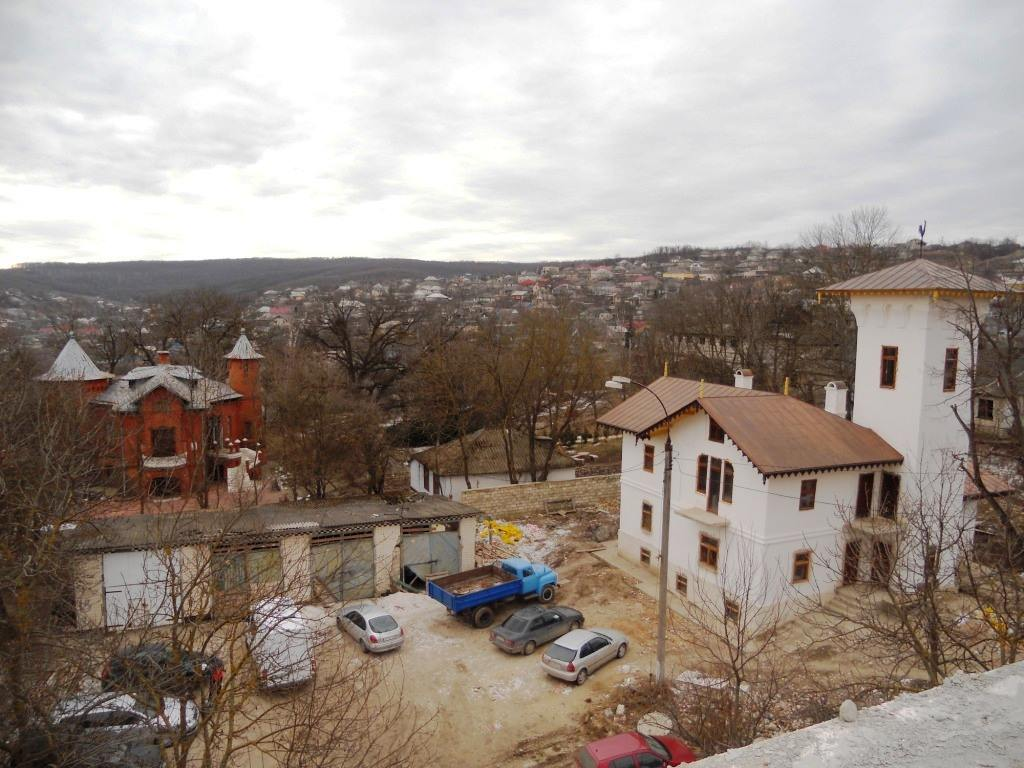

흔체슈티(루마니아어: Hîncești)는 몰도바의 도시로, 흔체슈티 구의 행정 중심지이며 인구는 16,900명(2012년 기준)이다. 수도 키시너우에서 남서쪽으로 33km 정도 떨어진 곳에 위치한다.